# Fernand Wambst
Fernand Wambst, född 26 december 1912 i Colombes, Hauts-de-Seine, död 9 september 1969 i Blois, Loir-et-Cher, var en fransk bancyklist. Under karriären deltog han i elva sexdagarslopp och vann två av dem: Indianapolis sexdagars 1938 med Henri Lepage som partner och Buenos Aires sexdagars 1942 med Antonio Bertola. Därtill vann han madisonloppen Prix Goullet-Fogler 1938 och Prix Dupré-Lapize 1939, båda med Émile Diot som partner.
Den 9 september 1969 körde Wambst som pace i ett dernylopp på Velodrome Pierre Tessier i Blois åt Eddy Merckx då de båda kraschade. Wambst avled av skallskadorna han ådragit sig, innan man hunnit föra honom till sjukhus (medan Merckx ådrog sig en hjärnskakning och skadade ryggen).
Fernand Wambsts båda bröder Georges och Auguste var även de tävlingscyklister.